# Таџикистан на Зимским олимпијским играма 2010.
Таџикистану је ово треће учествовање на Зимским олимпијским играма. У Ванкуверу на Олимпијским играма 2010., учествовао је са једним такмичарем који се такмичио у алпском скијању. Занимљиво је да је Алексеј Дрјугин једини представник Таџикистана на свим Зимски олимпијским играма на којима је Таџикистан учествовао до данас.
И овај пут Таџикаданстан је остао у групи земаља које нису освојиле ниједну медаљу.
Заставу Таџикистана на свечаном отварању Олимпијских игара 2010. носио је званичник за алпско скијање Таџикистана Алишер Кудратов.

## Алпско скијање

### Мушкарци
| Такмичар        | Дисциплина      | Резултати    | Резултати    | Резултати    | Резултати    | Резултати     |
| Такмичар        | Дисциплина      | 1. трка      | 2. трка      | Укупно       | Заостатак    | Пласман/учес  |
| --------------- | --------------- | ------------ | ------------ | ------------ | ------------ | ------------- |
| Алексеј Дрјугин | Слалом          | Није завршио | Није завршио | Није завршио | Није завршио | Није завршио  |
| Алексеј Дрјугин | Велеслалом      | 1:25,82 (63) | 1:29.47 (57) | 2:55,29      | 17,46        | 37 / 81 (103) |
| Алексеј Дрјугин | Спуст           |              |              | 2:04,44      | 10,13        | 59 / 59 (64)  |
| Алексеј Дрјугин | Супервелеслалом |              |              | 1:38,03      | 7,69         | 44 / 45 (64)  |